# Eugene Omalla
Eugene Omalla (Zoetermeer, 5 de octubre de 2000) es un deportista neerlandés que compite en atletismo, especialista en las carreras de velocidad.
Participó en los Juegos Olímpicos de París 2024, obteniendo una medalla de oro en la prueba de 4 × 400 m mixto. Ganó una medalla de oro en el Campeonato Europeo de Atletismo en Pista Cubierta de 2025, en el relevo 4 × 400 m.

## Palmarés internacional
| Juegos Olímpicos                     | Juegos Olímpicos         | Juegos Olímpicos | Juegos Olímpicos |
| Año                                  | Lugar                    | Medalla          | Prueba           |
| ------------------------------------ | ------------------------ | ---------------- | ---------------- |
| 2024                                 | París (Francia)          | Medalla de oro   | 4 × 400 m mixto  |
| Campeonato Europeo en Pista Cubierta |                          |                  |                  |
| Año                                  | Lugar                    | Medalla          | Prueba           |
| 2025                                 | Apeldoorn (Países Bajos) | Medalla de oro   | 4 × 400 m        |